# Улица Луначарского (Серпухов)
Улица Лунача́рского — улица в центральной части города Серпухова Московской области. Названа в честь революционера, советского государственного деятеля, писателя и публициста Анатолия Васильевича Луначарского.

## Описание
Улица Луначарского берет свое начало от перекрестка с круговым движением на пересечении улицы Володарского, улицы Весенняя и 2-го переулка Возрождения и далее уходит в юго-восточном, а позднее в южном направлении. Заканчивается улица на пересечении со Старослободской улицей и улицей Корнилова. Улица названа в честь революционера, советского государственного деятеля, писателя и публициста Анатолия Васильевича Луначарского. (Который никогда не был в Серпухове. А улицу так назвали после убийства Моисея Володарского эссерами в 1918 году)
Улицу Луначарского пересекают Советская улица, улица Ворошилова, улица Революции, Кроасноармейская улица, Садовая улица и улица Старослободская.
По ходу движения с начала улица слева примыкают Серпуховская улица, 1-й Луначарский переулок и 2-й Луначарский переулок.
Нумерация домов по улице идет со стороны улиц Володарского и Весенняя.
На всем своем протяжении улица Луначарского является улицей с двусторонним движением, за исключением участков от Советской улицы до Серпуховской улицы и от Советской улицы до улицы Ворошилова, где организовано одностороннее движение.
Почтовый индекс улицы — 142200.

## Примечательные здания и сооружения

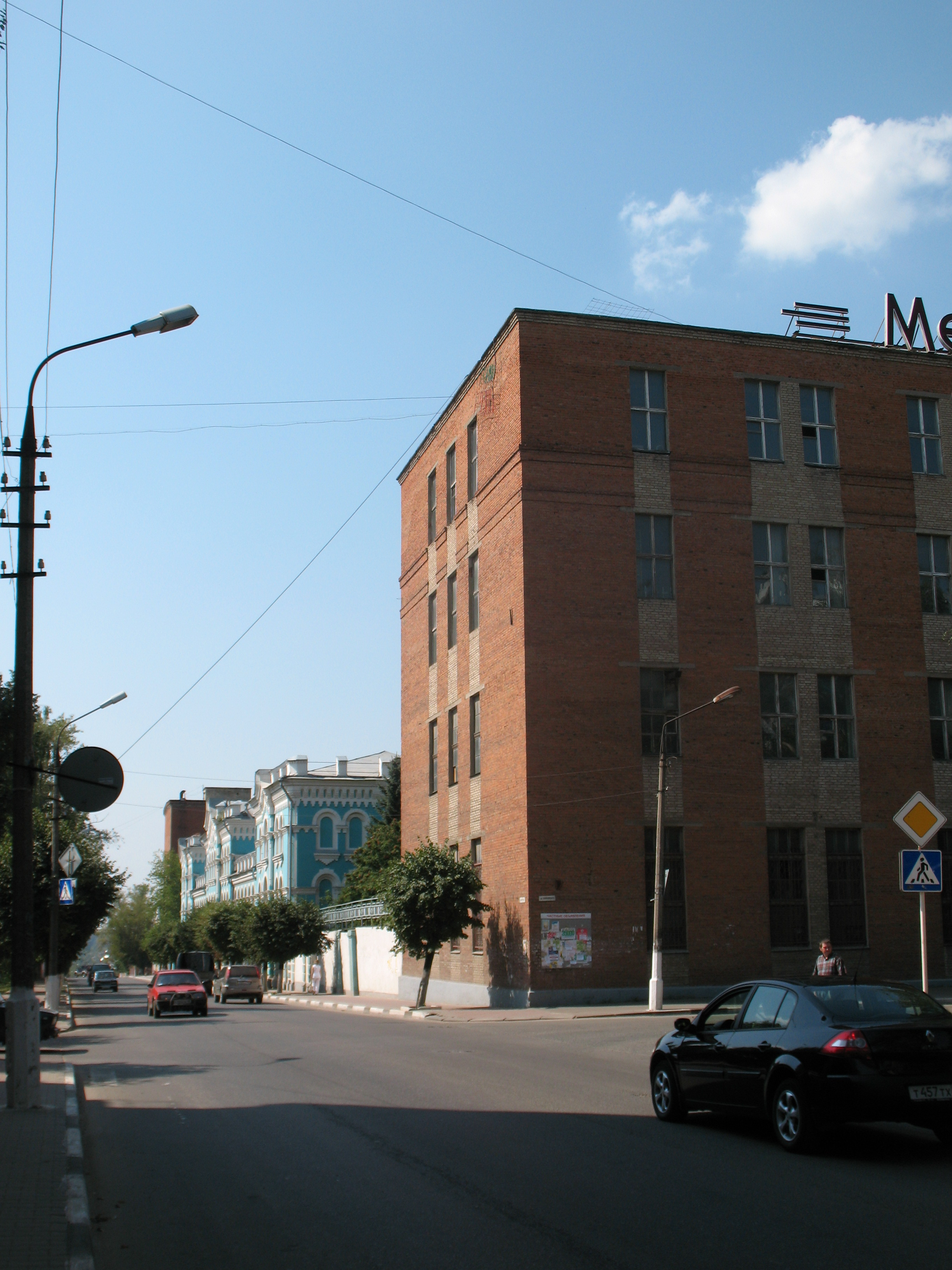
Здания завода «Металлист» на пересечении улицы Луначарского с Советской улицей

- Мемориал Великой Отечественной войны (сквер на пересечении c Серпуховской улицей).
- Жанровая скульптура «Два льва» (сквер на пересечении Советской улицы и проезда Мишина).
- Парк культуры и отдыха имени Олега Степанова (владение 74)[2].
- Жанровая скульптура — памятник Олегу Николаевичу Степанову (на территории ПКиО имени Олега Степанова, недалеко от входа, со стороны улицы Чехова). Бюст был открыт в канун празднования 40-летия Ленинского Комсомола[3].
- Памятный знак в честь 40-летия победы в Великой Отечественной войне (на территории ПКиО имени Олега Степанова, недалеко от входа, со стороны улицы Чехова).
- Отдел № 1 межрайонного управления ЗАГС по городским округам Серпухов и Протвино главного управления ЗАГС Московской области (владение 74).
- Акционерное общество Серпуховский завод «Металлист» — владение 32[4]. Предприятие является одним из лидеров по выпуску электромеханических устройств, датчиков, навигационных систем, гиромоторов и т. д.

## Транспорт
Через улицу Луначарского осуществляется движение городского общественного транспорта. Здесь проходят городские автобусные маршруты № 4, № 5, № 6, № 7, № 8, № 9, № 10, № 11, № 12, № 13, № 17, № 18, № 20, № 22, № 23, № 27, № 29, № 34, № 35, № 42, № 43, № 44 к, № 45, № 46 к, № 51, № 54 к, № 56 к, № 110 к, № 111 к, № 15, № 103, № 104.